# Erzsébettelep

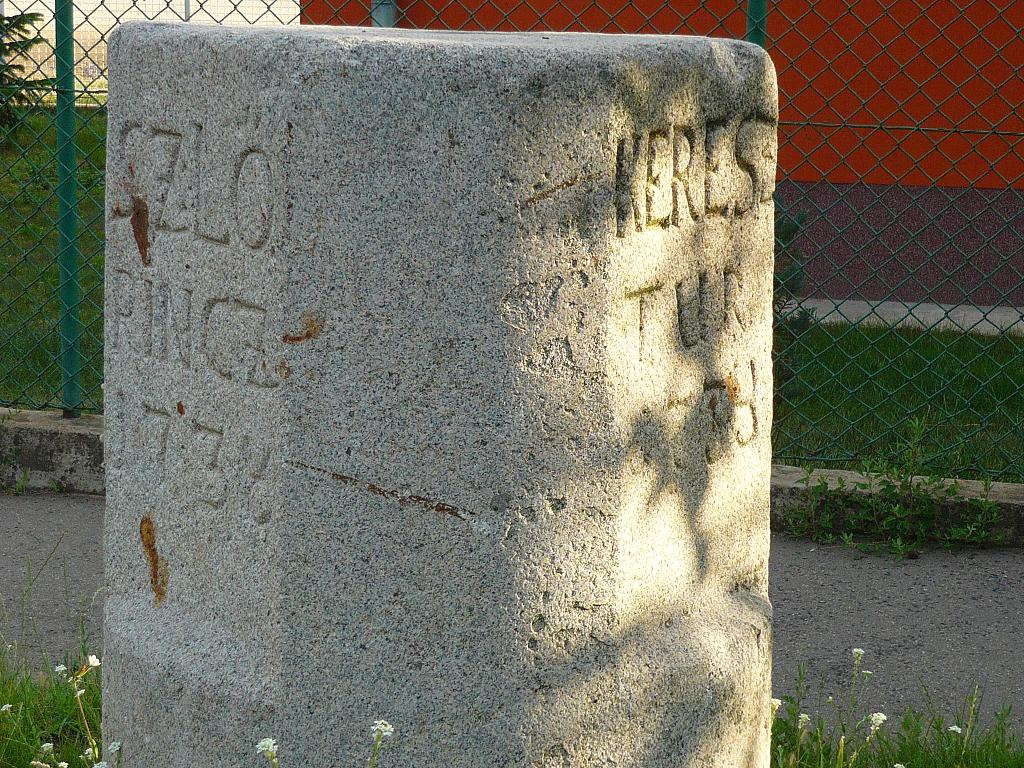
Az egykori Pestszentlőrinc, Rákoskeresztúr és Pest települések hármashatárköve a mai Tünde és Álmos utcák sarkán, a mai Erzsébettelep- és Bélatelep határán

Erzsébettelep Budapest XVIII. kerületének egyik városrésze.

## Fekvése
- Határai: Álmos utca a Felsőcsatári úttól – Tünde utca – Gyömrői út – Gyula utca – Hangár utca – Felsőcsatári út az Álmos utcáig.

## Története
A területet Erzsébet királynéről nevezték el. Fejlődése a 19–20. század fordulóján kezdődött.

## Utcái

### Aba utca
Az Aba utca az Árpád utca 40. számnál kezdődik, és a Felsőcsatári úttal párhuzamosan fut egészen az Álmos utca 23/B. számig. A páratlan oldalán 7-ig, a páros oldalon 10-ig számozott rövid utca.
Az utca 1910-ben nyílt, neve azóta nem változott. A névadás az Aba nemzetségre utal. Utcanévbokor része, a környéken a magyarság őstörténetével és a honfoglalással kapcsolatos személyekről neveztek el utcákat.
Kertes városrészen található, a páratlan oldalán négy, a páros oldalon öt családi házzal.
A legközelebbi autóbusz-megálló a Felsőcsatári út és az Árpád utca sarkán a 95-ös busz megállója.